# Бред Гван
Бред Гван (англ. Brad Guan; нар. 10 липня 1958) — колишній австралійський тенісист.
Найвищу одиночну позицію світового рейтингу — 183 місце досяг 3 січня 1983, парну — 107 місце — 3 січня 1983 року.
Найвищим досягненням на турнірах Великого шолома були чвертьфінали в парному розряді.

## Фінали Гран-прі за кар'єру

### Парний розряд: 1 (0–1)
| Результат | W/L | Дата     | Турнір            | Покриття | Партнер   | Суперники              | Рахунок  |
| --------- | --- | -------- | ----------------- | -------- | --------- | ---------------------- | -------- |
| Поразка   | 0–1 | Січ 1980 | Гобарт, Австралія | Тверде   | Філ Девіс | Джон Джеймс Кріс Кехел | 4–6, 4–6 |

## Титули на челленджерах

### Парний розряд: (5)
| Ранг | Рік  | Турнір                                                   | Покриття | Партнер         | Суперники                      | Рахунок       |
| ---- | ---- | -------------------------------------------------------- | -------- | --------------- | ------------------------------ | ------------- |
| 1.   | 1980 | Козенца, Італія                                          | Ґрунт    | Ерні Еверт      | Ісмаїл Ель-Шафей Рікардо Ікаса | 7–6, 6–3      |
| 2.   | 1980 | Мессіна (місто), Італія                                  | Ґрунт    | Ерні Еверт      | Джанні Маркетті Енцо Ваттуоне  | 6–3, 6–4      |
| 3.   | 1981 | Травемюнде, Федеративна Республіка Німеччина (1949—1990) | Ґрунт    | Вейн Гемпсон    | Брюс Дерлін Девід Мастерд      | 6–3, 6–4      |
| 4.   | 1982 | Соліхалл, Велика Британія                                | Ґрунт    | Ананд Амрітрадж | Ендрю Джарретт Джонатан Сміт   | 6–4, 3–6, 6–3 |
| 5.   | 1982 | Кельн, Федеративна Республіка Німеччина (1949—1990)      | Ґрунт    | Воррен Маер     | Кріс Джонстон Кліфф Летчер     | 6–2, 6–4      |